# Forstlahm

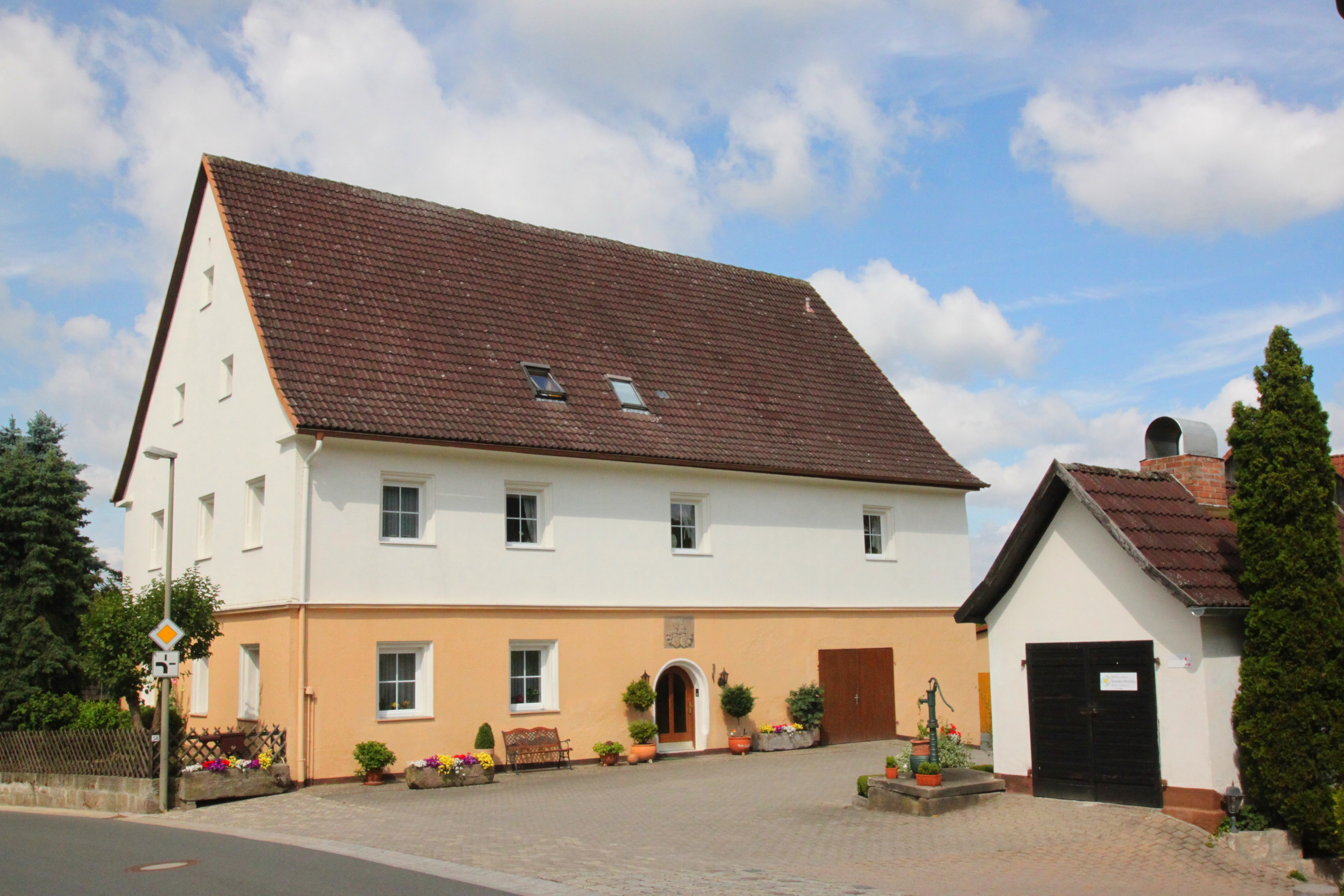
Wohnhaus

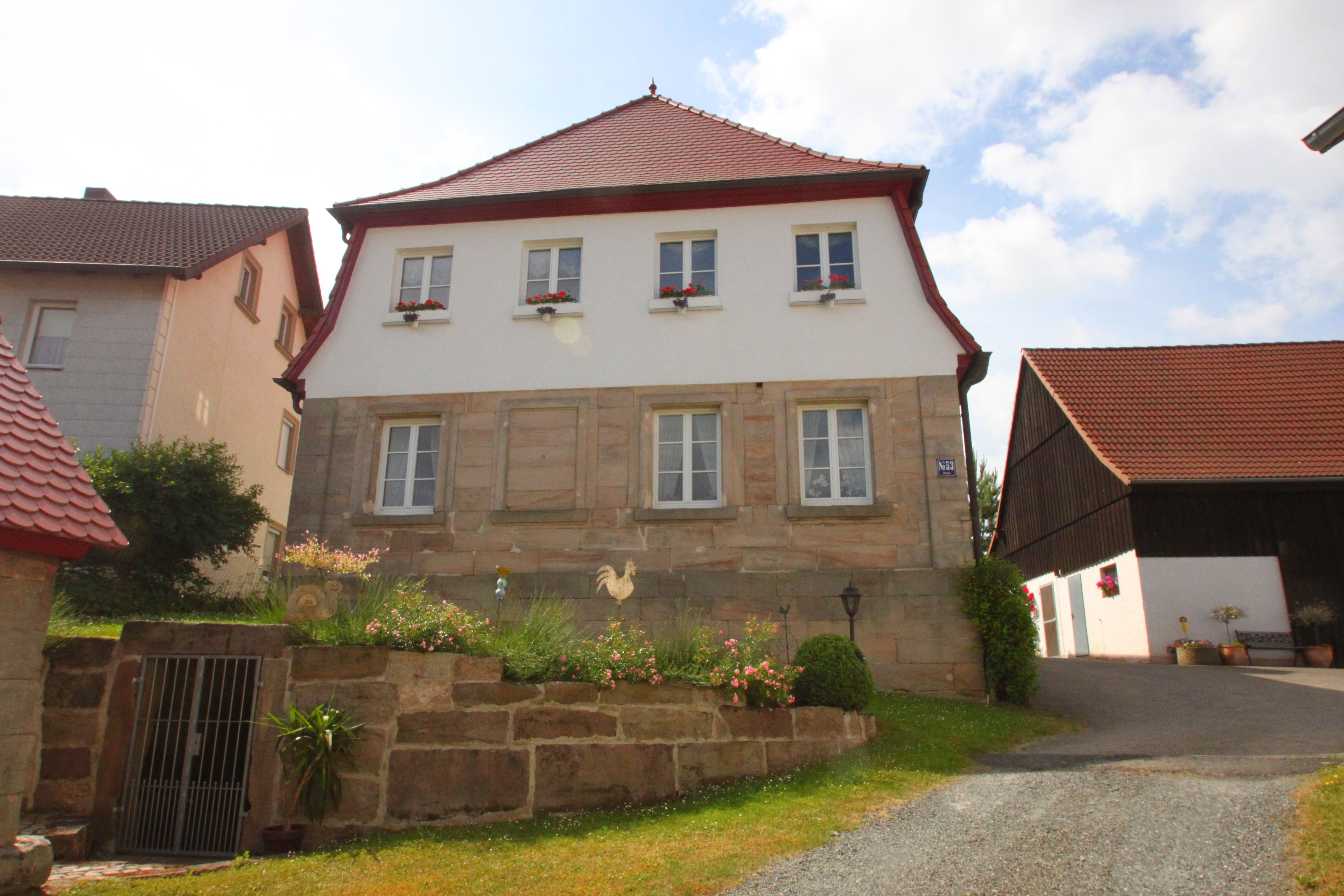
Ehemaliges Gutshaus

Forstlahm (oberfränkisch: Foaschd-lom) ist ein Gemeindeteil der Großen Kreisstadt Kulmbach im  Landkreis Kulmbach (Oberfranken, Bayern). Forstlahm liegt in der Gemarkung Mangersreuth.

## Geografie
Das Dorf liegt an der Bundesstraße 85, die nach Leuchau (1,2 km südöstlich) bzw. nach Mangersreuth verläuft (1,5 km nordwestlich). Die Kreisstraße KU 16 führt nach Donnersreuth (1,1 km südwestlich).

## Geschichte
Der Ort wurde 1333 als „Vorstlam“ erstmals urkundlich erwähnt. Das Grundwort „lahm“ bedeutet abfallend, herabhängend, das Bestimmungswort „forst“ bezeichnet ein Waldgebiet. Damit wurde das Waldgebiet Kulmbacher Forst bezeichnet, das aufgrund seiner Lage auf einem Höhenrücken ursprünglich diese Eigenschaft hat.
Forstlahm bildete mit Tiefenbach eine Realgemeinde. Gegen Ende des 18. Jahrhunderts gab es in Forstlahm 16 Anwesen. Das Hochgericht und die Dorf- und Gemeindeherrschaft standen dem bayreuthischen Stadtvogteiamt Kulmbach zu. Grundherren waren das Kastenamt Kulmbach (1 Tropfhaus), das Stiftskastenamt Himmelkron (1 Viertelhof, 1 Haus mit Hofrait), der bambergische Langheimer Amtshof (1 Hof), das Rittergut Steinenhausen (1 Sölde), das Rittergut Kirchleus (2 Halbgüter, 1 Haus), das Seniorat von Guttenberg-Guttenberg (1 Gut) und das Rittergut Forstlahm (2 Höfe, 5 Sölden).
Von 1797 bis 1810 unterstand der Ort dem Justiz- und Kammeramt Kulmbach. Mit dem Gemeindeedikt wurde Forstlahm dem 1811 gebildeten Steuerdistrikt Gößmannsreuth zugewiesen. 1812 erfolgte die Überweisung an den Steuerdistrikt Mangersreuth und der neu gebildeten gleichnamigen Ruralgemeinde. Am 1. April 1946 wurde Forstlahm nach Kulmbach eingegliedert.

### Baudenkmäler
- Forstlahmer Str. 53: Wohnhaus
- Forstlahmer Str. 58: Ehemaliges Gutshaus

### Einwohnerentwicklung
| Jahr      | 001809 | 001818 | 001861 | 001871 | 001885 | 001900 | 001925 | 001950 | 001961 | 001970 | 001987 |
| Einwohner | 170    | 136    | 203    | 200    | 221    | 249    | 291    | 337    | 312    | 144    | *      |
| Häuser    |        | 25     |        |        | 32     | 33     | 39     | 44     | 56     |        | *      |
| Quelle    | [ 11 ] | [ 7 ]  | [ 12 ] | [ 13 ] | [ 14 ] | [ 15 ] | [ 16 ] | [ 17 ] | [ 18 ] | [ 19 ] | [ 20 ] |

## Religion
Forstlahm ist seit der Reformation evangelisch-lutherisch geprägt und nach Unsere Liebe Frau (Mangersreuth) gepfarrt.